# Flash Forward
Flash Forward ist eine 2010 gegründete deutsche Band aus dem Ruhrgebiet. Ihren Musikstil kann man in den Bereich des Alternative Rock einordnen.

## Geschichte
2011 veröffentlichte die Band ihr erstes Album Games, Cheats & Fakes ohne Label und Vertrieb. Im Jahr 2013 unterschrieb die Band einen Plattenvertrag beim Label Redfield Records. Ihr Debütalbum wurde 2013 über Redfield Digital wiederveröffentlicht. Ende des Jahres 2013 gewannen sie den Bandwettbewerb Local Heroes in Nordrhein-Westfalen. Das Bundesfinale 2013 gewann jedoch die Band Schmutzki. Dafür gewann Schlagzeuger Tino Wilczewski den Preis „Bester Instrumentalist des Jahres“.
Am 7. März 2014 erschien das zweite Album Apollon. Das Album wurde im Dailyhero Studio, Berlin von Flo Nowak (5BUGS) produziert. Ihre Headliner-Tour durch Deutschland, zusammen mit Fox Named King 2014, finanzierten sie über die Crowdfunding-Plattform Startnext. Am 7. April 2014 erschien ein Musikvideo zu Far Away from Home.
Ihr drittes Album Who We Are, das am 18. März 2016 über Redfield Records erschien, nahm die Band noch mit Gitarrist Florian Blaswich auf. Er stieg Anfang 2017 aus der Band aus. Das dann folgende Album nahm die Band als Trio auf. Revolt erschien am 24. November 2017 beim Indie-Label Uncle M. Gitarrist Gerrit Kühne hatte die Band seit dem Ausstieg von Florian Blaswich bei Liveauftritten unterstützt. Seit 2018 ist er festes Mitglied der Band.
2019 veröffentlichte die Band das Album Golden Rust, das auf Platz 61 in die Charts einstieg. Im Dezember 2022 folgte mit Endings = Beginnings ein weiteres Studioalbum.

## Musikstil
Zu Beginn ihrer Karriere spielte die Band überwiegend Pop-Punk. Mit dem zweiten Album Apollon, benannt nach der gleichnamigen griechischen Gottheit wich der Stil einem eher härteren, ausgereiften und abwechslungsreichen Stil, der als Alternative Rock bezeichnet werden kann. Die Texte sind persönlicher Natur und behandeln Themen wie Selbstzweifel, Verrat und Einsamkeit, aber auch Mut und Lebensfreude. Musikalisch standen Jimmy Eat World, Biffy Clyro und Fall Out Boy Pate.

## Diskografie
- 2011: Games, Cheats & Fakes (Eigenveröffentlichung, 2013 über Redfield Digital)
- 2014: Apollon (Album, Redfield Records)
- 2015: Soulmates (Single, Redfield Digital)
- 2016: Who We Are (Album, Redfield Records)
- 2017: Revolt (Album, Uncle M)
- 2019: Golden Rust (Album, Uncle M)
- 2022: Endings = Beginnings (Album, Uncle M)
- 2025: Renegade (Album)